# 강무
강무(Jiang Wu, 1967년 11월 4일 ~ )는 중화인민공화국의 배우, 텔레비전 배우이다.
탕산시에서 태어났다.

## 방송
- 생봉찬란적일자
- 화반부처
- 호구발아
- 미려배후
- 혼인료리

## 영화
- 완미유다미 (2017년)
- 분노는 말이 없다 (2017년)
- 쇼크웨이브 (2017년)
- 신비가족 (2016년)
- 화반부처 (2015년)
- 나를 사랑한다면 영화를 보여줘 (2015년)
- 우리 결혼합시다 (2015년)
- 몬스터 헌트 (2015년)
- 혼인료리 (2014년)
- 호구발아 (2014년)
- 나는 여왕이다 (2014년)
- 미려배후 (2014년)
- 수당연의 (2013년)
- 천주정 (2013년) - 따하이 역
- 악번천 (2012년)
- 베리 키트네퍼스 (2012년)
- 향동시대해 (2012년)
- 전국 : 천하영웅의 시대 (2011년)
- 스피드 엔젤 (2011년)
- 로스트 인 타임 (2011년)
- 신해혁명 (2011년) - 리 유안홍 역
- 백사대전 (2011년)
- 무협 (2011년)
- 주도저 (2001년)
- 나의 형제 자매 (2001년)
- 미려신세계 (1999년)
- 샤워 (1999년)
- 인생 (1994년)